# Джейкоб Чикрун
Джейкоб Чикрун (англ. Jakob Chychrun, нар. 31 березня 1998, Бока-Ратон) — американський хокеїст, захисник клубу НХЛ «Оттава Сенаторс».
Батько Джейкоба Джефф також в минулому хокеїст.

## Ігрова кар'єра
Хокейну кар'єру розпочав 2013 року виступами на юніорському рівні за команду «Торонто Канадієнс». З 2014 по 2016 роки захищав кольори клубу «Сарнія Стінг».
2016 року був обраний на драфті НХЛ під 16-м загальним номером командою «Аризона Койотс». 30 липня 2016 року Джейкоб підписав трирічний контракт початкового рівня НХЛ з «Койотс». Завдяки своїй вражаючій грі Чикрун став наймолодшим гравцем в історії «Койотс», який дебютував у НХЛ у віці 18 років і 198 днів. Своє перше очко в кар'єрі в НХЛ, результативну передачу, Джейкоб здобув у дебютній переможній грі 4–3 проти «Філадельфія Флаєрс». 20 жовтня 2016 року американець відзначився і закинутою шайбою розписавшись у воротах Кері Прайса з «Монреаль Канадієнс». Джейкоб лишився в основі до кінця сезону та склав пару разом із Люком Шенном.
У міжсезоння 2017 року Чикрун переніс операцію на коліні після отримання травми під час тренувань.
У міжсезоння наступного сезону Джейкоб переніс операцію, щоб відновити розірваний передній суглоб. 13 листопада «Койоти» продовжили контракт з ним ще на шість років. Він завершив сезон, повторивши свій рекорд у кар’єрі з 20 очками в 53 іграх.
3 грудня 2019 року захисник провів свій 200-й матч в кар'єрі в НХЛ у переможній грі 4–2 проти «Колумбус Блю-Джекетс». 11 лютого 2020 року Джейкоб посідав загальне восьме місце серед захисників ліги з дванадцятьма голами. 20 лютого отримав травму нижньої частини тіла. Згодом він пропустив сім ігор, перш ніж НХЛ призупинила чемпіонат через пандемію COVID-19. Після відновлення матчів влітку 2020 року захисник вперше відіграв у Кубку Стенлі.
Сезон 2020–21 був скорочений через пандемію COVID-19. У березні 2021 року Джейкоб став другим наймолодшим захисником в історії «Аризони Койотс», який набрав 100 очок в клубі. 4 квітня 2021 року захисник став автором першого хет-трику в переможній грі 3–2 проти «Анагайм Дакс»..
1 березня 2023 року «Аризона Койотс» обміняла гравця до «Оттава Сенаторс» в обмін на вибір у першому раунді драфту НХЛ 2023 року, вибір другого раунду драфту НХЛ 2024 року та вибір другого раунду в Драфті НХЛ 2026. 25 березня в грі проти команди «Тампа-Бей Лайтнінг» Джейкоб отримав травму та вибув до кінця сезону.

## Нагороди та досягнення
- Нагорода Джека Фергюсона — 2014.

## Статистика

### Клубні виступи
| 2013–14      | «Торонто Канадієнс» | ВТХЛ         | 29  | 16 | 27  | 43  | 28  | 14 | 5 | 8 | 13 | 16 |
| 2014–15      | «Сарнія Стінг»      | ОХЛ          | 42  | 16 | 17  | 33  | 37  | —  | — | — | —  | —  |
| 2015–16      | «Сарнія Стінг»      | ОХЛ          | 62  | 11 | 38  | 49  | 51  | 7  | 2 | 6 | 8  | 8  |
| 2016–17      | «Аризона Койотс»    | НХЛ          | 68  | 7  | 13  | 20  | 47  | —  | — | — | —  | —  |
| 2017–18      | «Аризона Койотс»    | НХЛ          | 50  | 4  | 10  | 14  | 16  | —  | — | — | —  | —  |
| 2018–19      | «Аризона Койотс»    | НХЛ          | 53  | 5  | 15  | 20  | 28  | —  | — | — | —  | —  |
| 2019–20      | «Аризона Койотс»    | НХЛ          | 63  | 12 | 14  | 26  | 38  | 9  | 1 | 0 | 1  | 8  |
| 2020–21      | «Аризона Койотс»    | НХЛ          | 56  | 18 | 23  | 41  | 42  | —  | — | — | —  | —  |
| 2021–22      | «Аризона Койотс»    | НХЛ          | 47  | 7  | 14  | 21  | 47  | —  | — | — | —  | —  |
| 2022–23      | «Аризона Койотс»    | НХЛ          | 36  | 7  | 21  | 28  | 22  | —  | — | — | —  | —  |
| 2022–23      | «Оттава Сенаторс»   | НХЛ          | 12  | 2  | 3   | 5   | 8   | —  | — | — | —  | —  |
| Усього в НХЛ | Усього в НХЛ        | Усього в НХЛ | 385 | 62 | 113 | 175 | 248 | 9  | 1 | 0 | 1  | 8  |

### Збірна
| Рік              | Команда          | Турнір           | Місце            |    | І | Г | П | О  | ШХ |
| ---------------- | ---------------- | ---------------- | ---------------- | -- | - | - | - | -- | -- |
| 2014             | Канада Онтаріо   | U17              | 5-е              | 5  | 1 | 3 | 4 | 4  |    |
| 2016             | Канада           | ЮЧС18            | 4-е              | 7  | 1 | 3 | 4 | 8  |    |
| Юніорська збірна | Юніорська збірна | Юніорська збірна | Юніорська збірна | 12 | 2 | 6 | 8 | 12 |    |